# Anisozyga charma
Anisozyga charma là một loài bướm đêm trong họ Geometridae.